# Årstadsdräkten
Årstadsdräkten är en folkdräkt (eller bygdedräkt) från Årstads härad i Halland.

## Mansdräkten

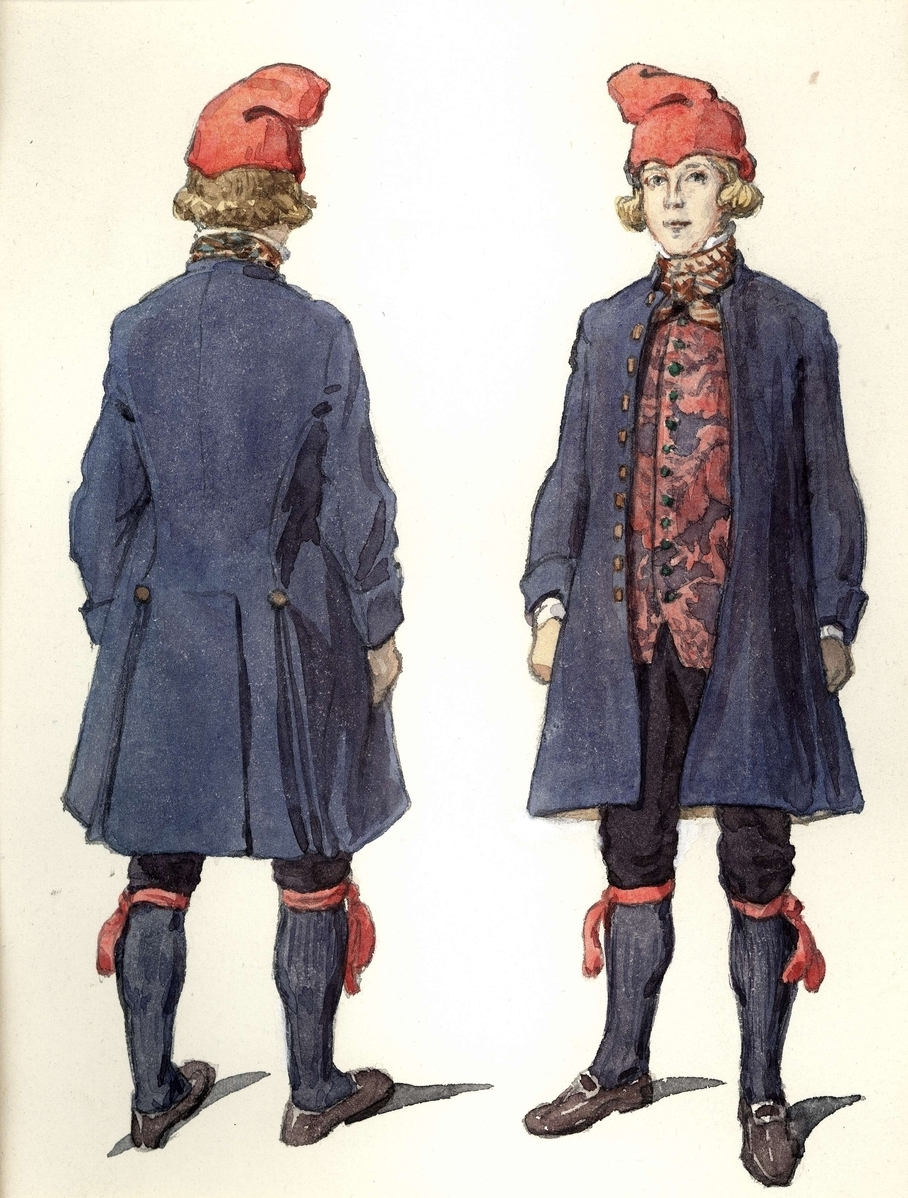
Man i folkdräkt från Årstads härad, Halland. Ca år 1903-1920.

Årstads mansdräkt med sin enkelknäppta livrock, långa väst samt knäbyxor, påminner om 1700-talets borgerliga mansdräkt. Den stickade rödluvan härstammar dock från en betydligt mera avlägsen tid.
- Västen är av röd och blå ylledamast, med gröna slipade glasknappar, infattade i vit metall.
- Skjorta med ståndkrage, som syns något över kragen.
- Halsduk i tryckt kattun, står, lindad två varv om halsen.
- Byxor av mörkblå vadmal med lucka, som knäppes med stora mässingsknappar, vid knäet ett spänne av gul metall samt fem små knappar.
- Livrock av mellanblå vadmal fodrad med grovt grått linne, knappar av vit metall, knapphålen tränsade med blå linnetråd.
- Strumpor i mörkblått, stickade avigt och rätt, samt röda vävda strumpeband.
- Lågskor med spännen.

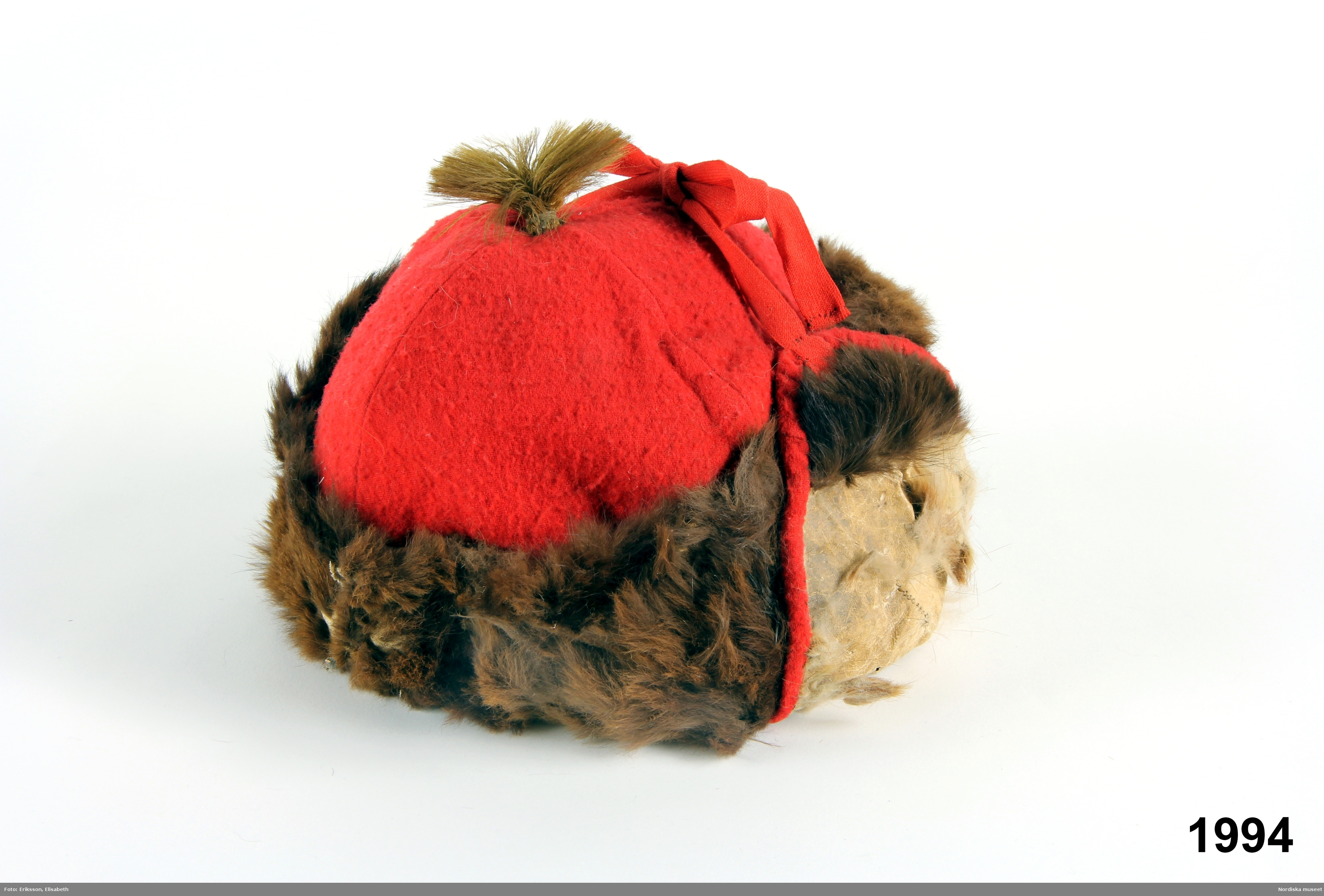
Luden mössa enligt uppgift från 1747. Insamlad av Nordiska museet 1873.